# Коефициент на Джини
Коефициентът на Джини, или индекс на Джини, се използва за статистическа характеристика на разпределението на благата в едно общество, т.е. на разликата (паричната) между благосъстоянието на бедните и богатите в едно общество. Приема се че той изразява тяхната неравномерност, като стойност 0 показва пълно равенство в доходите, а стойност 1 (или 100%) показва максимално неравенство (когато само един човек получава всички доходи, а всички други нямат нищо). Особено често този коефициент се прилага за характеризиране на доходи или благосъстояние; така например за разпределението на доходите той варира в световен мащаб от 20,9 в Словакия до 62,0 в Република Южна Африка. По данни на Евростат за 2018 г. България е с коефициент 39,6, което я нарежда на последно място с най-високо неравенство сред 32 европейски държави, подали данни за 2018 г.
За 2017 г. оценката на стойностите на коефициента според Програма за развитие на ООН, Световния справочник на ЦРУ и Световната банка е представена графично.
Коефициентът на Джини носи името на италианския икономист и социолог Корадо Джини, който го предлага за първи път в 1912 г.
За България данни за коефициента на Джини има от 60-те години насам. Докъм 1975 г. коефициентът на Джини пада под 20, което е наистина ниска позиция и поставя България редом с развити държави като Великобритания, Германия, Полша и други. Към 1980 г. коефициентът на България започва да гони стойност 30 и неравенството става по-голямо, отколкото в капиталистическа Великобритания и социалистическа Полша.